# Астхик (в Библии)
Астхик, Астгик — библейский персонаж, упоминаемый у армянских историков.
Дочь Ноя.
Стала рассматриваться таковой с распространением в Армении христианства.